# Пільва (Венґожевський повіт)
Пільва (пол. Pilwa, нім. Pilwe) — село в Польщі, у гміні Венґожево Венґожевського повіту Вармінсько-Мазурського воєводства.
Населення — 44 особи (2011).
У 1975-1998 роках село належало до Сувальського воєводства.

## Демографія
Демографічна структура станом на 31 березня 2011 року:
|          | Загалом | Допрацездатний вік | Працездатний вік | Постпрацездатний вік |
| -------- | ------- | ------------------ | ---------------- | -------------------- |
| Чоловіки | 18      | 2                  | 15               | 1                    |
| Жінки    | 26      | 6                  | 12               | 8                    |
| Разом    | 44      | 8                  | 27               | 9                    |